# 亞柏·賽拉
亞柏·賽拉（1975年10月9日—），是加泰隆尼亞電影工作者，他被認為是當今製作電影手法最激進的導演之一，作品風格通常被歸類為緩慢電影。

## 生平
亞柏·賽拉出身於西班牙加泰隆尼亞自治區，他與其他人共同成立電影製作公司Andergraun Films。2008年，執導的《鳥的歌唱》在第61屆坎城影展導演雙週單元中首映；2013年，完成《我的死亡紀事》，於第66屆盧卡諾影展獲得最高榮譽金豹獎。
2016年，完成《路易十四之死》，於第69屆坎城影展特別放映單元中首映，由法國新浪潮演員尚-皮耶·李奧飾演法國國王路易十四，講述他生命中最後三週於床上的彌留狀態，電影獲得影評讚賞，被盧米埃獎提名四個獎項，尚-皮耶·李奧最終獲得最佳男演員獎。2019年，以《我就蕩》於第72屆坎城影展一種注目單元獲得評審團特別獎。
2022年，於南太平洋上的法屬玻里尼西亞拍攝的電影《天堂幻影》獲選為第75屆坎城影展正式競賽片，這是他首次進入三大影展競賽單元。電影在影評獲得讚賞，並獲得該年度路易·德呂克獎。以及在第28屆盧米埃獎獲得最佳影片、導演、男演員、攝影、音樂等五項提名，最終獲得最佳導演、男演員、攝影等三項大獎。亦在第15屆高第獎獲得最佳非加泰隆尼亞語電影、導演、男主角、原著劇本、攝影、剪輯、後製監製、藝術指導、服裝設計、妝髮、原創配樂等十一項提名，最終獲得最佳非加泰隆尼亞語電影、攝影、藝術指導等三項大獎。在第48屆凱撒電影獎上獲得最佳影片、導演、男主角、原聲配樂、音效、攝影、服裝設計、佈景設計、視覺效果等九項提名，最終獲得最佳男主角、攝影兩項大獎。
2024年，耗時三年拍攝、兩年剪輯的關於鬥牛士安德烈斯·羅卡·雷伊經歷十四場鬥牛之紀錄片《孤寂午後》入選第72屆聖賽巴斯提安影展正式競賽單元，最終獲得最高榮譽金貝殼獎。

## 執導作品

### 劇情長片
| 年分 | 電影                                               | 備註 |
| ---- | -------------------------------------------------- | --- |
| 2003 | 《是電影不是村莊的克雷斯皮亞》 Crespià             | |
| 2006 | 《唐吉訶德的騎士夢》 Honor de cavalleria           | （第59屆坎城影展導演雙週單元）                                                                                            |
| 2008 | 《鳥的歌唱》 El cant dels ocells                   | （第61屆坎城影展導演雙週單元） 高第獎最佳導演                                                                             |
| 2011 | 《神向我行奇事》 El Senyor ha fet en mi meravelles | |
| 2013 | 《我的死亡紀事》 Història de la meva mort          | （第66屆盧卡諾影展正式競賽片） 盧卡諾影展金豹獎                                                                           |
| 2016 | 《路易十四之死》 La Mort de Louis XIV              | （第69屆坎城影展特別展映單元） 尚維果獎 線上影評人協會獎最佳美國未發行電影獎 提名-盧米埃獎最佳影片 提名-盧米埃獎最佳導演  |
| 2019 | 《我就蕩》 Liberté                                 | （第72屆坎城影展一種注目單元） 坎城影展一種注目單元評審團特別獎                                                           |
| 2022 | 《天堂幻影》 Pacifiction                           | （第75屆坎城影展正式競賽片） 路易·德呂克獎 盧米埃獎最佳導演 提名-盧米埃獎最佳影片 提名-凱薩獎最佳影片 提名-凱薩獎最佳導演 |
| TBA  | 《走出這個世界》 Out of This World                 | |

### 紀錄片
- 2009年：《鴻雁傳影：亞柏賽拉與李桑德羅阿隆索》（Sinergias: Diálogo entre Albert Serra y Lisandro Alonso; 與李桑德羅·阿隆索合導）
- 2018年：《路易十四（法语：Roi Soleil (film)）》（Roi Soleil）
- 2024年：《鬥牛場的午後孤寂》（Tardes de soledad）
  - （第72屆聖賽巴斯提安影展正式競賽片）
  - 聖賽巴斯提安影展金貝殼獎

### 短片
- 2006年：
  - 《超八》（Super 8）
  - 《聖佩爾德羅德斯》（Sant Pere de Rodes）
- 2007年：《露西亞》（Rússia）
- 2009年：《寶薩》（Bauçà）
- 2010年：《讀一首詩》（Lectura d'un poema）
- 2010年：《零年中的孤獨60秒（英语：60 Seconds of Solitude in Year Zero）》（60 Sekundit Üksindust Aastal Null；多段式電影中一段）
- 2013年：《自由古巴》（Cuba Libre）

### 電視劇
- 2010年：《基督之名》（Els noms de Crist）

## 外部連結
- 亞柏·賽拉在互联网电影资料库（IMDb）上的資料（英文）
- 亞柏·賽拉在豆瓣上的资料（简体中文）
- 亞柏·賽拉的Facebook專頁
- Andergraun Films的Instagram帳戶